# 玛尼拉康 (吉隆县)
玛尼拉康，位于西藏自治区日喀则市吉隆县吉隆镇，是一座藏传佛教宁玛派寺院。

## 简介
玛尼拉康位于西藏自治区日喀则市吉隆县，属于宁玛派，也是吉隆县宗教活动场所之一。
2015年4月25日，尼泊尔发生强烈地震，玛尼拉康受到波及。